# Ab van der Steur

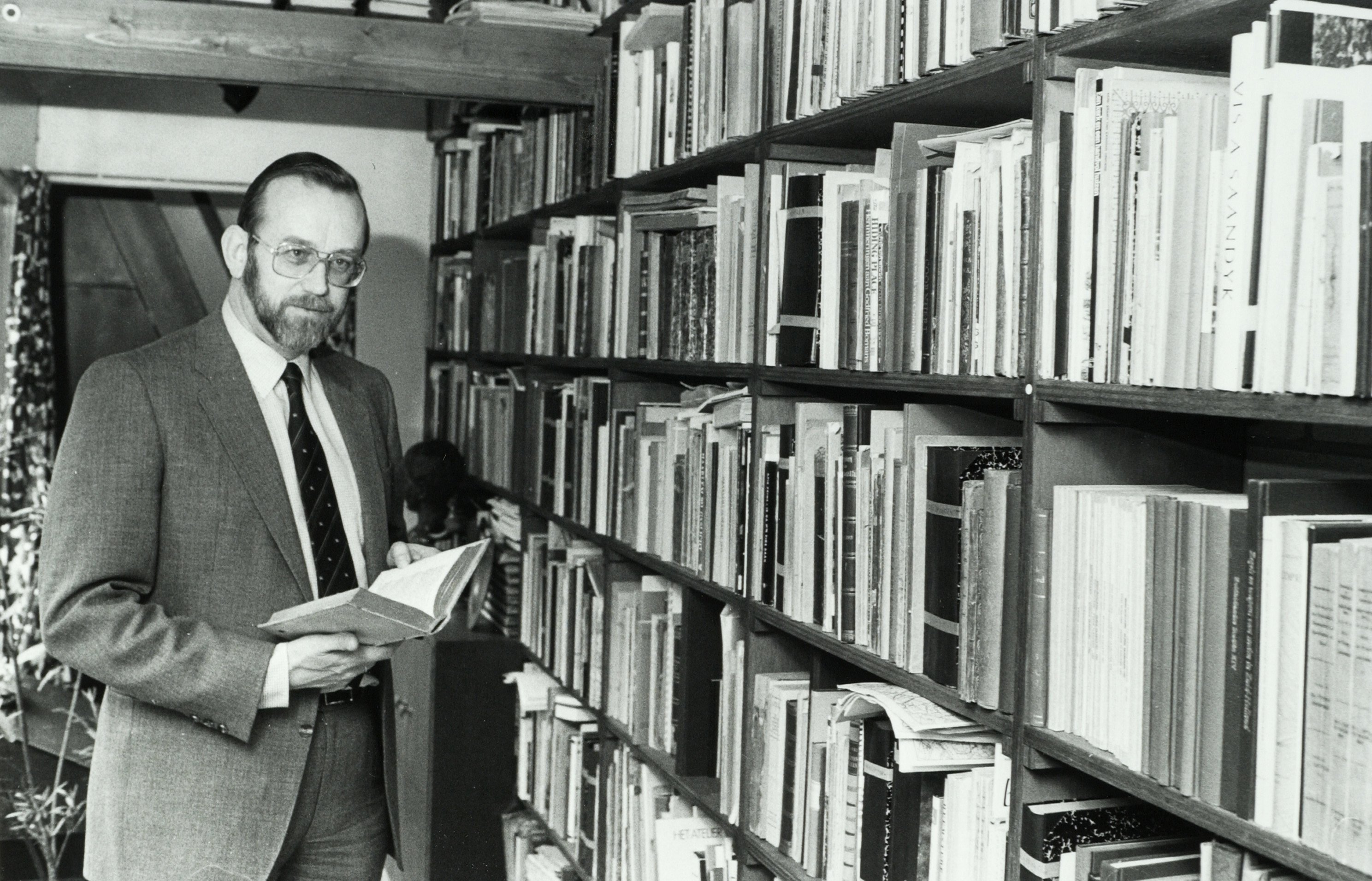
Van der Steur in 1982

Albert Gerard (Ab) van der Steur (Haarlem, 3 mei 1938 – aldaar, 14 november 2012) was een Nederlandse kleermaker, historicus, publicist en antiquaar.

## Familie
Van der Steur werd geboren in een kleermakersgeslacht dat de oudste kledingzaak van Nederland bezat tot hij, lid van de zesde generatie kleermakers, de zaak in 2002 na meer dan twee eeuwen sloot. Zijn verre voorvader Adrianus van der Steur (1771-1849) was in 1789, na het slagen voor de meesterproef, als kleermaker begonnen. Van der Steur was een zoon van Lucas van der Steur (1908-1994), lid van de vijfde generatie die het kleermakersvak uitoefende, en Gerarda Catharina Hendrika Oudshoorn (1912-2004). Uit zijn huwelijk met Annelon ten Pas had Ab van der Steur twee kinderen die allebei rechten studeerden; een van hen is politicus Ard van der Steur (1969), minister van Veiligheid en Justitie in het kabinet-Rutte II. Sinds 1983 was zijn levenspartner Theo Hopman.
Naast de Haarlemse kleermakerstak van de familie, bestaat er ook nog de architectentak van de familie van wie bijvoorbeeld prof. ir. J.A.G. van der Steur (1865-1948) en Ad van der Steur (1893-1953) deel uitmaakten.

## Opleiding
Van der Steur volgde hbs-A, studeerde enige jaren economie aan de Universiteit van Amsterdam en volgde de vakopleiding aan de Technische School voor Mode en Kleding te Den Haag. Daarna volgde hij drie stages van een half jaar in Amsterdam en Londen, het laatste bij maatkledingbedrijf L.G. Wilkinson aan de Savile Row.

## Loopbaan

### Kledingzaak
In 1964 trad Van der Steur toe tot het familiebedrijf. De zaak werd gedreven door vader en zoon totdat zijn vader zich op zijn 80e terugtrok uit de kledingzaak. In 1989 vierde de zaak het 200-jarig bestaan. Van der Steur schreef zelf een geschiedenis van het familiebedrijf, waar onder anderen Godfried Bomans en Lodewijk van Deyssel hun kleding kochten; hij kwam tot de conclusie dat het familiebedrijf de oudste kledingzaak van Nederland was. In 2002 sloot Van der Steur het bedrijf, ook omdat de zevende generatie geen interesse had in het voortzetten van de zaak maar een carrière als advocaat was begonnen.

### Antiquariaat
In 1975 startte Van der Steur naast de kledingzaak ook het antiquariaat. De start van het antiquariaatsbedrijf was de overname van de voorraad van antiquaar en genealoog Gerard Halwasse (1883-1974), iemand die gespecialiseerd was in geschiedenis en genealogie. Eerst begon hij als verzendantiquariaat; in 1989 werd het een open antiquariaat dat hij runde samen met zijn levenspartner. Het antiquariaat is gespecialiseerd in geschiedenis, genealogie en oude prenten.

### Publicist
Van der Steur publiceerde al vroeg over geschiedenis. Een van zijn eerste publicaties, uit 1960, betrof de plaats Warmond waar zijn moeder was geboren en waar hij later nog veel over zou publiceren. Publicaties van hem zouden onder andere verschijnen in de reeks Warmondse bijdragen, uitgegeven door het Historisch Genootschap Warmelda, dat hij in 1966 zelf had opgericht. Zijn publicaties in Warmondse bijdragen waren vaak overdrukken uit zijn eerdere publicaties in historische tijdschriften.
Er staan bijna tweehonderd verspreide publicaties op zijn naam. Behalve de hier genoemde of aangehaalde publicaties, schreef hij vooral over Warmond, genealogie, lokale en regionale geschiedenis, de geschiedenis van Haarlem, kleermakerij, over honderdjarigen en de sodomievervolging in 1730. Als laatste publiceerde Van der Steur in 2012 zijn biografie van de Haarlemse schrijver en advocaat L. Ali Cohen (1895-1970).
Hij was mede-oprichter van het populair-wetenschappelijke geschiedenistijdschrift Spiegel Historiael waarin hij ook geregeld publiceerde, en evenzo van De Boekenwereld, dat zich richt op antiquarische boeken.

## Liber amicorum
Ter gelegenheid van zijn 50e verjaardag stelden Bubb Kuyper en Bert Sliggers een Liber amicorum samen voor Van der Steur. De verschillende bijdragen weerspiegelen de interesses van de jarige: Rudi Ekkart opent de bundel met een artikel over portrettekeningen in een genealogisch manuscript, Gert Hekma schrijft over 'homoseksueel' proza in het eerste kwart van de 20e eeuw, er zijn bijdragen over "Roofridders in maatcostuum" en over Haarlem.

## Onderscheidingen
- Ridder in de Orde van Oranje-Nassau
- Erelid van de Historische Vereniging Haerlem